# عکس (فیلم ۲۰۰۱)
عکس (به هندی: Aks) فیلمی محصول سال ۲۰۰۱ و به کارگردانی راکیش امپراکاش مهرا است. در این فیلم بازیگرانی همچون آمیتاب باچان، راوینا تاندون، مانوج باجپایی، ناندیتا داس، تانوی عظمی، وراجش هیجری، آمل پالکار ایفای نقش کرده‌اند.